# Округ Еванс (Џорџија)
Еванс (енгл. Evans County) је округ у америчкој савезној држави Џорџија.

## Демографија
По попису из 2010. године број становника је 11.000, што је 505 (4,8%) становника више него 2000. године.
| Група             | 2000.         | 2010.         |
| Белци             | 6.333 (60,3%) | 6.228 (56,6%) |
| Афроамериканци    | 3.461 (33,0%) | 3.205 (29,1%) |
| Азијати           | 33 (0,3%)     | 74 (0,7%)     |
| Хиспаноамериканци | 625 (6,0%)    | 1.441 (13,1%) |
| Укупно            | 10.495        | 11.000        |